# Rosse doornkruiper
De rosse doornkruiper (Atrichornis rufescens) is een vogel uit de familie Atrichornithidae (doornkruipers). Het is een bedreigde, endemische vogelsoort in Australië.

## Kenmerken
De vogel is 16,5 tot 19 centimeter lang, vrouwtjes zijn gemiddeld 2,5 cm korter. Het is een kleine, gedrongen vogel die zeer verborgen leeft, maar zeer luidruchtig is. De vogel heeft een vrij lange, afgeronde staart en is van boven roodbruin en van onder grijs met schubvormige donkergrijze vlekjes op de borst.

## Leefwijze
Het is een slechte vlieger, die als een muis door het bladstrooisel rent op zoek naar insecten, hagedissen en kikkers.

## Verspreiding en leefgebied
De vogel komt voor in Queensland en New South Wales, de oostelijke staten van Australië. Het leefgebied bestaat uit dichte ondergroei, bladstrooisel en dode takken bij natuurlijke open plaatsen zoals rond door storm ontwortelde bomen en langs waterlopen in ongerept Eucalyptus-regenwoud boven de 600 m boven zeeniveau. Er zijn twee ondersoorten:
- A. r. rufescens: zuidoostelijk Queensland en noordoostelijk New South Wales.
- A. r. ferrieri: oostelijk-centraal New South Wales.

## Status
De rosse doornkruiper heeft een beperkt verspreidingsgebied en daardoor is de kans op uitsterven aanwezig. De grootte van de populatie is in 2021 door BirdLife International geschat op 2050 volwassen individuen en de populatie-aantallen nemen af. Het leefgebied wordt aangetast door versnippering en bosbranden waarbij natuurlijk bos wordt vernietigd of gefragmenteerd raakt door infrastructuur. Mogelijk zijn er factoren in het spel die nog onderzocht moeten worden. Om deze redenen staat deze soort als bedreigd op de Rode Lijst van de IUCN.